# Санта Балбина (Рим)
Санта Балбина је насеље у Италији у округу Рим, региону Лацио.
Према процени из 2011. у насељу је живело 365 становника. Насеље се налази на надморској висини од 298 м.